# Anna Haak
Anna Madeleine Haak, född 19 september 1996, är en svensk volleybollspelare (spiker).
Hon spelar för LOVB Austin sedan 2024. Tidigare har hon spelat för Cuneo Granda Volley (2023/2024), ASPTT Mulhouse, som hon vann ligan med 2021, Vandœuvre Nancy Volley-Ball (2019/20) och Engelholms VS (2012/13–2014/15) samt studerat och spelat för University of Miami (2015/16–2016/17) och Marquette University (2017/18–2018/19).
Haak spelar i svenska seniorlandslaget och är syster till Isabelle Haak, som också spelar i landslaget. Sedan 2025 är Haak lagkapten i landslaget.